# ابوالفضل قاسمی
ابوالفضل قاسمی (۱۳۰۰–۱۳۷۲) در منطقه درگز از استان خراسان رضوی، دبیرکل حزب ایران و نماینده اولین دوره مجلس شورای اسلامی بود. او در سال ۱۳۵۹ به اتهام دخالت در کودتای نوژه دستگیر و به اعدام محکوم کرد. دادگاه تجدیدنظر حکم اعدام را به ۱۵ سال حبس تغییر داد. او پس از گذشت ۶ سال به دلیل وضعیت جسمی آزاد شد.

## تولد و تحصیلات
در سال ۱۳۰۰خورشیدی در شهر درگز در شمالی‌ترین نقطه خراسان دیده به جهان گشود و دوره ابتدایی را در درگز و تحصیلات متوسطه را در مشهد به پایان رسانید. ابوالفضل قاسمی سالهای ۱۳۰۰تا ۱۳۲۰ را در آن شهر مرزی تجربه اندوخت، سپس در مشهد وارد دانشکده افسری گردید اما با رفتن رضاشاه و اشغال نظامی ایران از دانشگاه افسری بیرون آمد و وارد خدمات دولتی در شرکت برق تهران، دانشگاه تهران، رئیس گنجینه کتابهای خطی کتابخانه مرکزی دانشگاه تهران به ترتیب مشغول بکار شد و در انتها بعد از بازنشسته شدن دکتر ایرج افشار، به ریاست کتابخانه مرکزی دانشگاه تهران انتخاب و با همین عنوان بازنشست شد.

## فعالیت‌های حزبی
قاسمی از سال ۱۳۲۰با هجوم و حمله ارتش سرخ شوروی به ایران فعالیت‌های سیاسی خود را آغاز می‌کند. وی از مخالفان واگذاری امتیاز نفت شمال از سوی روس‌ها   واگذاری امتیاز نفت شمال بوده و فعالیتهای سیاسی خود را با عضویت در حزب میهن ادامه می‌دهد. او در دوم تیرماه ۱۳۲۴ شعبه حزب میهن در درگز افتتاح می‌کند.
ابوالفضل قاسی از اعضای اولیه حزب میهن پرستان به رهبری کریم سنجابی بود که پس از اتحاد با حزب ایران به این حزب پیوست.

## نمایندگی مجلس و رد اعتبارنامه
قاسمی در اولین دوره انتخابات مجلس شورای اسلامی در دور اول توسط مردم به نمایندگی انتخاب شد. اما بعد از آن وزارت کشور در بیانیه‌ای اعلام کرد که: ابوالفضل قاسمی سرپرست کتابخانه دانشگاه تهران، عضو جبهه ملی و دبیرکل حزب ایران، از تاریخ اول بهمن سال ۱۳۴۳ به عنوان منبع و خبرچین برجسته در مقابل دریافت حقوق ماهانه به استخدام ساواک منحله درآمده است.
این موضوع سبب اعتراض شدید جبهه ملی ایران و حزب ایران شد و حزب ایران با رد چنین ادعایی آن را غیرقابل باور خواند.
در جواب این بیانیه احمد مدنی در نامه‌ای خطاب به ابوالحسن بنی صدر با رد این ادعا نظر خود را چنین بیان کرد:
جناب آقای دکتر بنی صدر ریاست جمهوری
خبر تاثرانگیز ابطال انتخابات درگز و تهمت و افترای ناصواب و ناوارد به آقای دکتر قاسمی نماینده‌ای که به اکثریت مطلق مردم آگاه درگز به نمایندگی مجلس انتخاب شد مردی که در سرتاسر مبارزات سیاسی خویش جز در راه احقاق حقوق ملت ایران و مبارزه با اهریمنان و دشمنان ایران گامی برنداشته، و در شمار باکترین رجال رزمنده کشور می‌باشد، علاقه‌مندان به ایران وانقلاب اسلامی ایران را افسرده خاطر نمود و مطلقاً انتظار نمی‌رفت که چنین شود به ویژه ملت از جنابعالی بیش از این متوقع می‌باشد و مصرانه خواستار است که پیشگیری نمائید و اجازه داده نشود حقوق ملت پایمال گردد و حیثیت خدمتگزاران کشور برباد رود.
دکتر سید احمد مدنی
پرویز ثابتی (مسئول اداره سوم ساواک) در کتاب دامگه حادثه در این مورد چنین ادعا می‌کند که:
 فرد دیگری هم بود که نظیر مسعود بهنود در اوایل انقلاب در حمله به ساواک و مأمورین آن گوی سبقت را از همه ربوده بود که همکاران ما وی را لو دادند. او ابوالفضل قاسمی بود که سال‌ها مأمور ساواک بود. اتفاقاً در سال ۱۳۵۶ در اجتماع کاروانسرا سنگی که فعالین جبهه ملی، گردهمایی بزرگی داشتند، او هم به سختی کتک خورده و اتومبیل پیکان او خرد و خمیر شده بود که من دستور دادم تا ۳۸۰۰۰ تومان بهای اتومبیل او را به وی بپردازند.
بعد از انقلاب، او که نویسنده کتاب «هزار فامیل» بود، خود را انقلابی معرفی کرده و در روزنامه‌ها دایماً علیه ساواک و کارمندان آن می‌نوشت و از دره‌گز به عنوان وکیل مجلس انتخاب شده بود. همکاران ما، همکاری او را با ساواک افشا کردند و در نتیجه تحقیقات انجام شده، پرونده مأمور بودن او در ساواک پیدا شد و حتی دستوری را که من دربارهٔ پرداخت پول اتومبیل او داده بودم در پرونده باقی مانده بود. انتخاب او به نمایندگی به هم خورد و مسئولین در نظر داشتند او را محاکمه و اعدام کنند که با وساطت داریوش فروهر نجات پیدا کرد و بعد از مدت کوتاهی هم فوت شد. 

## ابوالفضل قاسمی و توطئه کودتای نوژه
ابوالفضل قاسمی به اتهام رابطه با کودتای نوژه از سوی دادستانی انقلاب ارتش دستگیر شد. او در خاطراتش نقش داشتن در این کودتا را تکذیب می‌کند و آن را در رابطه با مخالفتش با جمهوری اسلامی می‌داند.
در آن زمان سخنگوی دادستانی انقلاب ارتش در خصوص چنین اعلام کرد: دبیرکل حزب ایران در رابطه با طرح توطئه کودتا که چند روز پیش فاش شد به وسیله مأموران دادگاه انقلاب اسلامی ارتش دستگیر شده‌است. این سخنگو اضافه کرد: در منزل نامبرده نامه‌ها و اسنادی کشف شده‌است که وی در آن ارتشیان را تشویق به اعتصاب و تحصن کرده بود.

## تالیفات
- خاندان‌های حکومتگر ایران (در ۵ جلد)
- قربانیان استعمار در ایران (در دو جلد)
- نادر شیر مرد اتک
- خاوران، گوهر ناشناخته ایران
- هزار ماه سیاه یا فجایع تاریخی امویان
- اسناد محرمانه خفقان ایران
- سرشتهای دیکتاتوری
- زندان‌ها و تبعیدهای من
- تاریخ سیاه یا حکومت خانواده‌ها در ایران